# Бёюк-Таглар
Бёюк-Тагла́р (азерб. Böyük Tağlar), до 1992 года — Мецтаглар (азерб. Metstağlar), ранее — Таг или Тагляр, — село в Ходжавендском районе Азербайджана, является центром Бёюк-Тагларского сельского административно-территориального округа.

## Этимология
Название села могло подписываться в документах как Бьюк Таглар, Боюк Таглар, Бьюк Тагер, Бёюк Тахер, Мец Тахлар, Мец Тахер; в документах Российский империи подписывалось как Таг или Тагляр.
Согласно Шагену Мкртчяну, старое название села Каж (по имени основателя Даниила Кажеци), затем названо, Нор Таглар (арм. Նոր Թաղլար — «новый Таглар»), Мец Таглар.
Слово «таг» (азерб. taq / tağ), лежащее в основе топонима, в тюркских языках означает «участок», «квартал», «место»; «-лар» — афффикс множественного числа, а «бёюк» (азерб. böyük «большой») — отличительное слово. При Советской власти село называлось Мецтаглар, где «мец» (арм. մեծ) означает «большой». Решением Милли Меджлиса Азербайджана от 29 декабря 1992 года село Метстаглар (или Мецтаглар) Ходжавендского района было названо Бёюк-Таглар.

## География
Село Бёюк-Таглар входит в состав Бёюк-Тагларского сельского административно-территориального округа Ходжавендского района, при этом село Бёюк-Таглар является центром этого сельского административно-территориального округа. Село расположено в горной местности, в подножиях Карабахского хребта, в 1,5 км от левого берега реки Гуручай (бассейн Араза), в 41 км к северо-западу от посёлка Гадрут, в 41 км от районного центра — города Ходжавенд, и в 58 км от города Ханкенди, с четырёх сторон окружено лесистыми горами. Имеет площадь 3269,48 га, из них 2272,6 га сельскохозяйственные угодья, 728,69 га лесные угодья. На территории села 9 родников: «Хорен», «Цавен», «Шенин», «Ере чюр», «Нерке чюр», «Враракн», «Рикеланц», «Назану» и «Тту чюр». Рядом с селом находятся святилища Мархатун и Чохтпарвтар.

## История
Одно из старых сёл на территории Карабахского экономического района Азербайджана. Поселение на территории села было основано в X веке.
До вхождения в состав Российской империи село входило в составе Варандинского магала Карабахского ханства. Во времена Российской империи Мец Таглар входил в состав собственной сельской общины (сельского общества) в составе Шушинского уезда Елизаветпольской губернии Кавказского наместничества.
Епископ Армянской Апостольской церкви Макар Бархударянц подробно описывает это село:
— «Жители перебрались из старого Таглара. Дымов — 450, жителей — 2470 человек. Церковь Св. Богородицы, которая построена на расходы крестьян. В церкви хранится рукописное Евангелие, колофон которой сообщает, что написано оно „в стране Воротеан, в селе, которое называется Лор… в году 1677… Получатель святого Евангелия… добрый в помыслах владыка Врданес, из страны Какавберда, из села Маграв… Помните и вновь получающего это Евангелие тагларца Погунц Погоса, сына парона Абраама: увидел в руках иноплеменников и честными своими средствами выкупил его…“ В селе есть школа Сурб-Саакян для мальчиков, где учатся 50 учеников. В окрестностях Таглара находятся: Мар-Хатун — развалины старого села, часовня и кладбище. Год строительства часовни — 1603. Развалины села Ишхани (Ишхнецек), где сохранилось также кладбище — к югу от Таглара. Развалины села Игакуц или Айказн. Здесь есть также кладбище и часовня. К западу от Таглара находятся развалины села Хангац-ехце, с часовней и кладбищем».
В Советское время село называлось Мецтаглар и являлось центром Мецтагларского сельсовета Гадрутский район Нагорно-Карабахской автономной области (НКАО) Азербайджанской ССР.
2 сентября 1991 года на совместной сессии Нагорно-Карабахского областного и Шаумяновского районного Советов народных депутатов была принята Декларация о провозглашении Нагорно-Карабахской Республики в границах Нагорно-Карабахской автономной области (НКАО) и сопредельного Шаумяновского района Азербайджанской ССР.
26 ноября 1991 года Верховный Совет Азербайджанский Республики принял Закон «Об упразднении Нагорно-Карабахской автономной области Азербайджанской Республики». В этом Законе было постановлено помимо упразднения Нагорно-Карабахской Автономной Области (НКАО), в том числе также и переименование Мартунинского района в Ходжаведский, упразднение Гадрутского района и присоединение территории Гадрутского района в состав Ходжавендского района. Решением Милли Меджлиса Азербайджана от 29 декабря 1992 года село Метстаглар (или Мецтаглар) Ходжавендского района было названо Бёюк-Таглар. В настоящее время это село Бёюк-Таглар и является центром Бёюк-Тагларского сельского административно-территориального округа Ходжавендского района Азербайджана.
В результате Карабахского конфликта село в начале 1990-х годов попало под контроль самопровозглашенной непризнанной Нагорно-Карабахской Республики (НКР) и согласно административно-территориальному делению непризнанной республики входило в состав Гадрутского района НКР, называясь Мец Таге́р (арм. Մեծ Թաղեր), Мец Тахлар или Мец Тагла́р (арм. Մեծ Թաղլար).
9 ноября 2020 года, в ходе Второй Карабахской войны президент Азербайджана Ильхам Алиев объявил о восстановлении Вооружёнными Силами Азерпбайджана контроля над селом Бёюк-Таглар. Армянское население частично покинуло село.
В декабре 2020 года Государственное агентство автомобильных дорог Азербайджана объявило о строительстве новой дороги протяженностью 101,5 км из села Ахмедбейли Физулинского района до города Шуша, которая по плану должна проходить через Бёюк-Таглар.
В январе 2021 года Ильхам Алиев посетил село.
В августе 2021 года спутниковые снимки, опубликованные «Caucasus Heritage Watch», показали, что мост Макун в селе, построенный в 1890 году, был разрушен азербайджанцами в период с 8 апреля по 7 июля в ходе речных инженерных и дорожных работ.

## Памятники истории и культуры
На юге села у реки Куручай находится пещера Таглар, где обитал человек каменного века.
В селе был готический храм 1241 года охраняемый государством.
В селе и в непосредственной от него близости расположены церковь Мархатун (XVII век), церковь Святой Богородицы (XIX век) и три часовни (XIII, XVIII и XIX веков).
В 2 км от села находится мост Халивор (XIX век) через реку Куручай.

В 1975 году в селе был открыт дом-музей уроженца села, советского военачальника, маршала авиации С. А. Худякова.

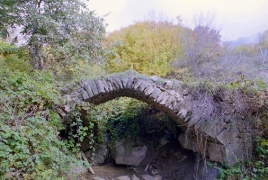
Мост Макун 1890 года
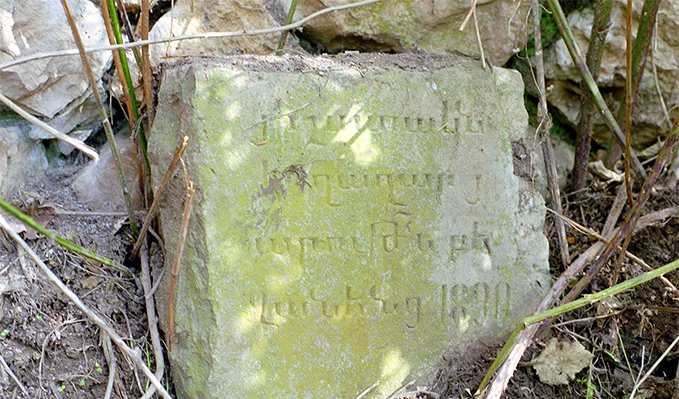
Строительная надпись на мосте Макун
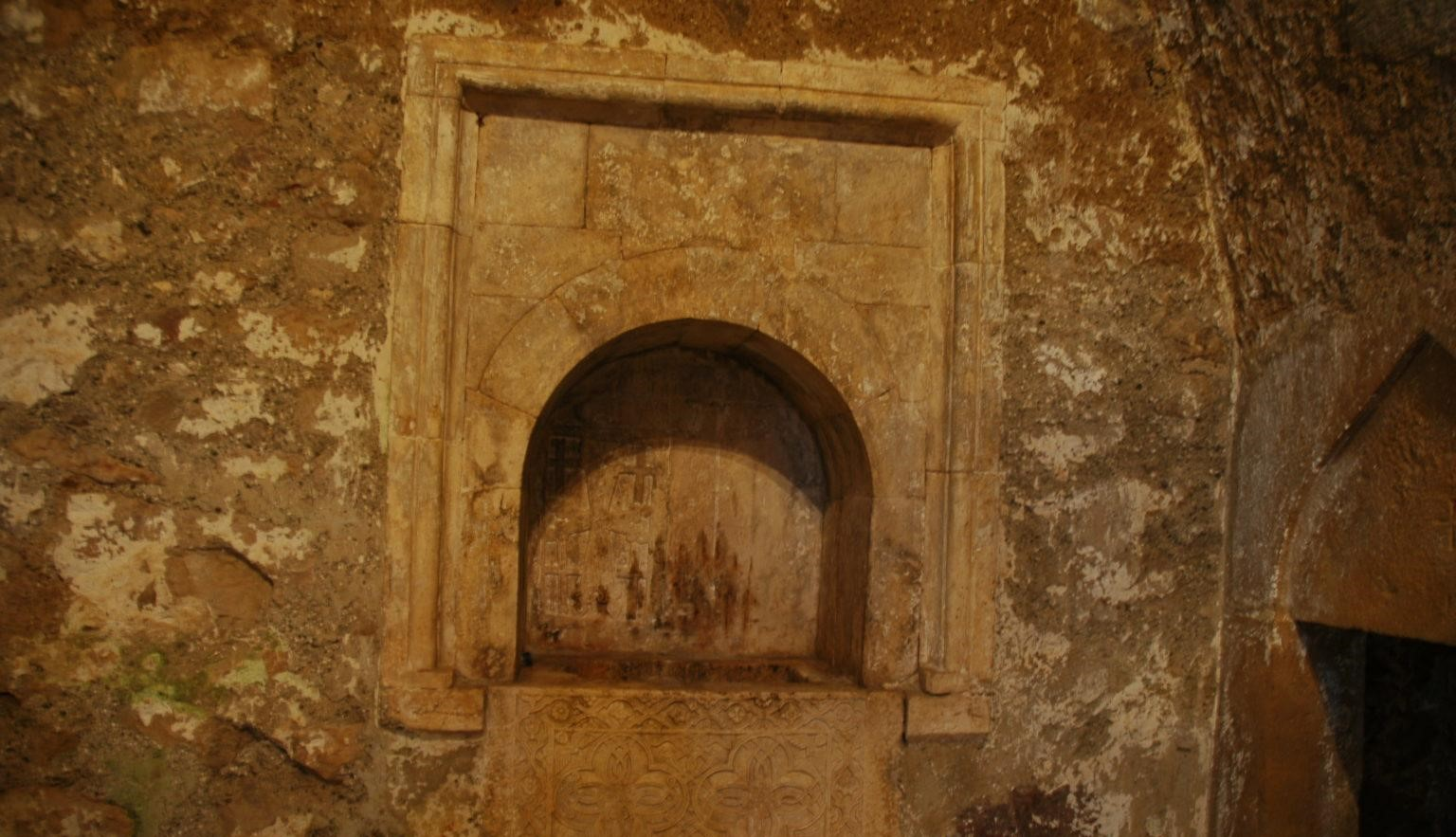
Крестильная купель и хачкары, прикреплённые к стене, фото Г. Петросяна
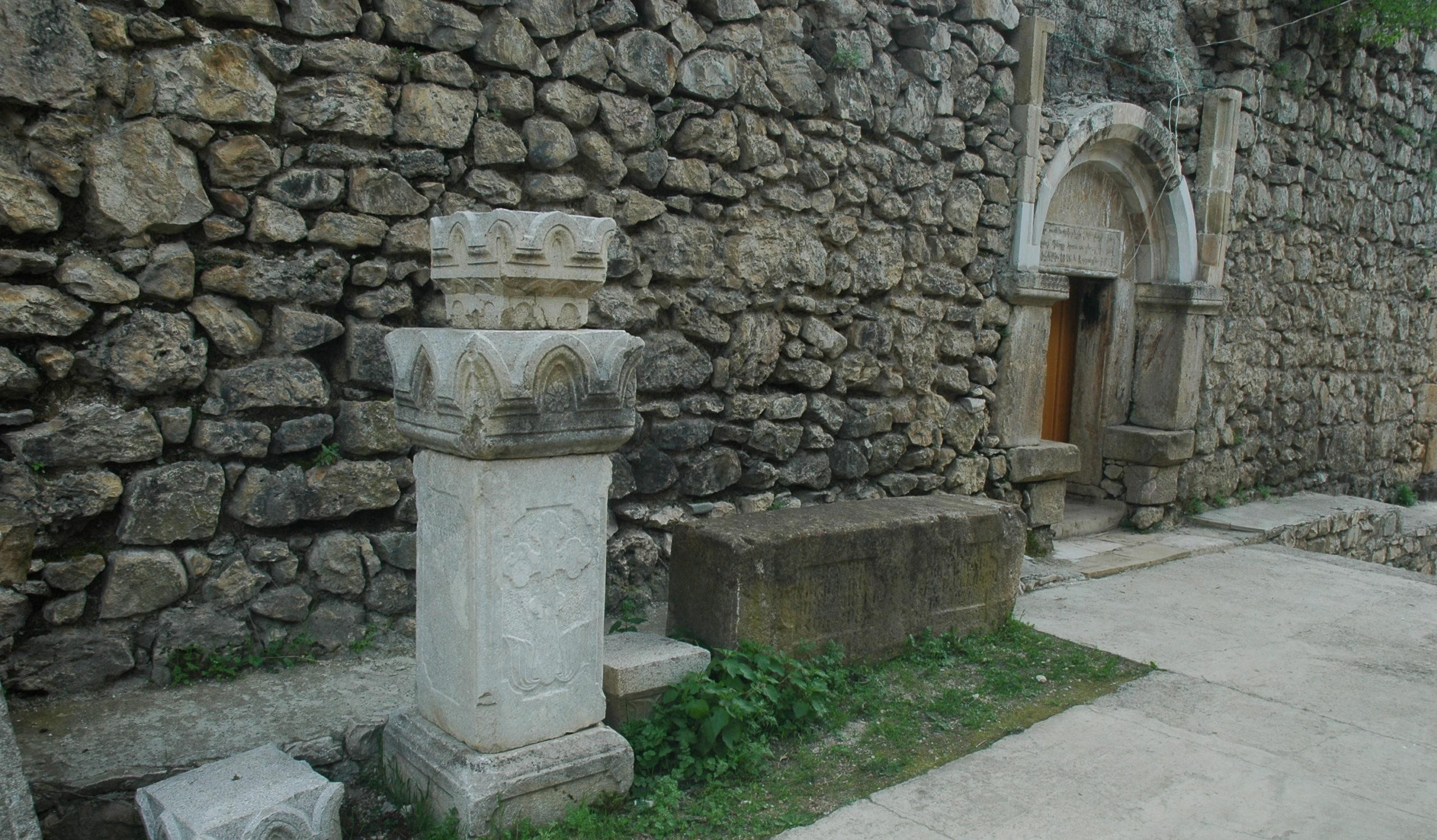
Надгробные камни у северной стены церкви, село Бёюк-Таглар, фото Г. Петросяна
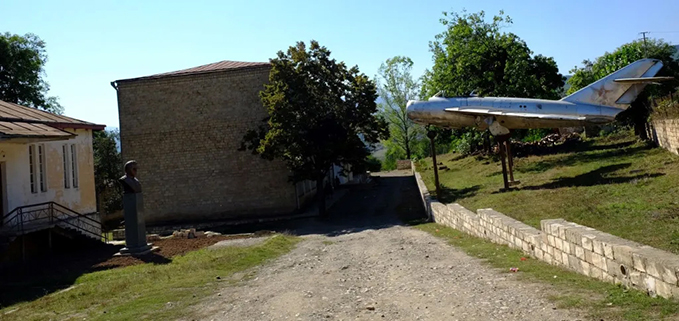
Бюст маршалу авиации СССР Сергею Худякову и памятник самолёту МиГ-17

## Население
По данным «Свода статистических данных о населении Закавказского края, извлеченных из посемейных списков 1886 года», в селе Таг (Тагляр) Тагского сельского округа Шушинского уезда Елизаветпольской губернии было 515 дымов и проживало 2996 армян, из которых 151 были меликами, 109 принадлежали к духовенству, а остальные являлись казёнными крестьянами. В 1897 году в селе проживало 2849 человек, из них 1433 мужчин и 1416 женщин, все армяне.
Согласно Кавказскому календарю, население села к 1908 году составляло 3175 человек, в основном армян. В 1911 году — 3 240 человек, а к началу 1914 года указано 3 500 жителей, так же в основном армян.
По состоянию на 1 января 1933 года в селе проживало 2852 человека (558 хозяйства), все — армяне. К 1981 году здесь жило 1695 человек.
В межвоенное время после распада СССР постоянное население села стабильно держалось на уровне примерно полутора тысяч человек.
| Год       | 1841 | 1886 | 1897 | 1908 | 1911 | 1914 | 1933 | 1981 | 2005 | 2009 | 2009 | 2010 | 2015 |
| --------- | ---- | ---- | ---- | ---- | ---- | ---- | ---- | ---- | ---- | ---- | ---- | ---- | ---- |
| Население | 698  | 2996 | 2849 | 3175 | 3240 | 3500 | 2852 | 1695 | 1503 | 1509 | 1509 | 1518 | 1509 |

## Экономика
В советский период сновным занятием населения являлись виноградарство, зерноводство, овощеводство, шелководство и животноводство. В селе имелись винодельческое и ковроткацкое предприятия, средняя школа, дом культуры, библиотека, музей.

## Известные люди
- Атаян Аршак Геворгевич (1877, Мецтаглар, Шушинский уезд Елизаветпольской губернии, Российская империя — 19 августа 1938) — армянский советский поэт, прозаик, драматург, переводчик и общественный деятель. Член Союза писателей СССР (с 1935)[42].
- Сергей Александрович Худяков (25 декабря 1901 [7 января 1902], село Мецтаглар, Шушинский уезд Елизаветпольской губернии, Российская империя — 18 апреля 1950, Москва, СССР) — советский военачальник, маршал авиации (1944), один из создателей советских ВВС.
- Граши Ашот Багдасарович[43] (9 мая 1910 года, Мецтаглар или Баку — 28 февраля 1973 года, Ереван) — армянский советский поэт, переводчик, член Союза писателей СССР с 1935 года.
- Гаспарян Эдуард Суренович[44] (1927, Мецтаглар, Гадрутский район, НКАО, Азербайджанская ССР) — заслуженный ветеринарный врач Азербайджанской ССР
- Хасапетян Рая Рубеновна[45] (30 мая 1935, Мецтаглар, Гадрутский район, НКАО, Азербайджанская ССР) — заслуженный журналист Армянской ССР (1982), член Союза писателей Армении (1985)
- Арташес Цатурович Гагриян[46] (1 июля 1937, Мецтаглар, Гадрутский район, НКАО, Азербайджанская ССР — 28 июля 2020, Степанакерт) — армянский прозаик, поэт, член Союза писателей Армении с 1985.
- Алтунян Рудик Сетракович[47][48] (28 июля 1952, Мецтаглар, Гадрутский район, НКАО, Азербайджанская ССР) — сфера деятельности — Строительство — Санкт-Петербург.
- Артур Александрович Агабекян[49][50] (24 ноября 1963, Мецтаглар, Гадрутский район, НКАО, Азербайджанская ССР) — армянский государственный и военный деятель непризнанной Нагорно-Карабахской Республики (НКР).
- Гамлет Гургенович Айрян (23 сентября 1971, Мецтаглар, Гадрутский район, НКАО, Азербайджанская ССР — 31 августа 1992, Гадрут, НКАО, Азербайджанская ССР) — участник Карабахской войны, принимал участие в боях на стороне армянских вооружённых сил в районе Гадрута[источник не указан 549 дней].